# Sandrine Dixson-Declève
Sandrine Dixson-Declève és una experta belga en política energètica i d'ençà el 2018 copresidenta, junt amb Mamphela Ramphele, del Club de Roma. Ha mantingut diverses posicions com a consellera de la Comissió Europea: Cap del Grup Expert en l'Impacte Econòmic i Societal de la Recerca & Innovació (ESIR); Membre d'assemblea de la Missió d'Atenuació i Adaptació del Clima (DGR&I); cap del TEG Sustainable Finance Taxonomy Manufacturing & Outreach (DGFISMA).

## Educació i carrera
Sandrine es va llicenciar en Relacions Internacionals i francès a la Universitat de Califòrnia a Davis. També te un grau de mestratge en Ciències Mediambientals per la Universitat Lliure de Brussel·les. [Verificació Fallida] [Verificació Fallida]
Dixson-Declѐve ha estat consellera de diputats del Parlament Europeu, presidents de la Comissió Europea i de diferents governs del món. És membre de diversos consellsː KIC Climate, European Aluminium, IEEP, i sòcia sènior i membre de la facultat de l'Institut de Cambridge pel Lideratge en Sostenibilitat (CISL, 2009-2016) i d'E3G. A més, ha estat ambaixadora de la Comissió de Transició de l'Energia (ETC) i consellera sènior a Interel i Xynteo. El 2017 va cofundar la Xarxa de Dones Agents del Canvi (WECAN).
Sandrine va ser reconeguda per GreenBiz com una de les 30 dones més influents per al canvi de l'economia de carboni i promoció del negoci verd. Fou directora executiva de la Plataforma de Creixement Verd que reuneix Ministres de la UE i caps empresarials.